# لورا (فلم)
لورا (بالإنجليزية: Laura) هو فيلم نوار أمريكي صدر في عام 1944 من إنتاج وإخراج أوتو بريمنغر؛ وبطولة جين تيرني، ودانا أندروز، وكليفتون ويب؛ فضلًا عن فينسنت برايس وجوديث أندرسون. شارك كلٌ من جاي دراتلر وصموئيل هوفنشتاين وبيتي راينهارت في تأليف السيناريو المستوحى من رواية «لورا» التي نُشرت عام 1943 من تأليف فيرا كاسباري.
في عام 1999 وقع اختيار مكتبة الكونغرس على فيلم لورا للحفاظ عليه في السجل الوطني للأفلام في الولايات المتحدة تحت بند «فنون ذات وزن ثقافي أو تاريخي أو جمالي». أدرجه معهد الأفلام الأمريكي ضمن قائمة «أفضل 10 أفلام الغموض» على الإطلاق، وظهر أيضًا في سلسلة «أفلام عظيمة» الخاصة بناقد الأفلام روجر إيبرت.

## الحبكة
يحقق المتحري مارك ماكفيرسون من قسم شرطة مدينة نيويورك في مقتل مسؤولة الإعلانات الناجحة، لورا هانت، التي قُتلت جراء طلق ناري أصاب وجهها وهي أمام مدخل شقتها.
يباشر ماكفيرسون باستجواب الصحفي الجذاب والدو ليديكر، رجل متغطرس ومغرور يفرط في تأنقه. حكى له ليديكر كيف قابل لورا وكيف صار مرشدًا لها. كانت لورا صديقته المقربة وكانت ترافقه على الدوام، وسخر لها والدو شهرته الكبيرة ونفوذه وعلاقاته ليمكنها من التقدم في مسيرتها المهنية.
وبعدها يباشر المحقق باستجواب خطيب الضحية، شيلبي كاربنتر، زير النساء الانتهازي الذي يعيش على نفقة عشيقته، آن تريدويل، عمة لورا الثرية البارزة اجتماعيًا. تتقبل تريدويل افتتان ابنة أخيها بكاربنتر لاعتقادها بحاجته إلى حب امرأة مقاربة له في العمر. وفي ذات الوقت تستمر تريدويل في علاقتها مع كاربنتر وتعطيه مالها.
وفي النهاية يستجوب ماكفيرسون ربة منزل لورا المخلصة، بيسي كلاري.
عقب سماعه شهادة أصدقاء لورا وقراءة خطاباتها ومذكراتها، أصبح ماكفيرسون مهووسًا بها بشدة، حتى يتهمه ليديكر بأنه وقع في حب امرأة ميتة. أدرك ماكفيرسون أن ليديكر كان يغار على لورا ممن يطلبون يدها، فقد كان يستغل صحيفته ونفوذه في إبعادهم عنها.
وفي أحد الليالي يغفو المحقق داخل شقة لورا أمام صورة لها. ثم يستيقظ على صوت امرأة تدخل الشقة، ويصابه الذهول عندما يكتشف أن تلك المرأة هي لورا. ثم تعثر لورا على فستان في دولابها يخص عارضة الأزياء ديان ريدفيرن. ومن هنا يستنتج ماكفيرسون أن الجثة التي عُثر عليها هي جثة ريدفيرن التي أحضرها كاربنتر إلى شقة لورا بينما كانت خارج البلدة. وفي تلك اللحظة يصبح الكشف عن هوية القاتل أمرًا أكثر إلحاحًا عما سبق.
يلقى ماكفيرسون القبض على لورا بتهمة قتل ديان ريدفورن أثناء حفلة الاحتفال بعودتها. ولكن بعد استجوابها يقتنع أنها غير مذنبة وأنها لا تحب شيلبي. وبعدها يباشر في تفتيش شقة ليديكر حيث ينتابه الشك بشأن ساعة مطابقة لساعة أخرى في شقة لورا. وبعد إمعان النظر فيها يجد المحقق أن الساعة مزودة بحجرة سرية.
وبعدها يعود ماكفيرسون إلى شقة لورا ليجد ليديكر بداخلها. يلاحظ ليديكر تكوّن علاقة متنامية بين لورا والمحقق ماكفيرسون، ويهم بإلقاء السباب على المحقق، ثم تطلب لورا منه الرحيل، ولكنه يظل واقفًا على درج سلم المبنى خارج الشقة. ثم يباشر المحقق بفحص ساعة لورا ويجد بداخلها البندقية التي اُستخدمت في قتل ديان. وفي تلك اللحظة تكتشف لورا الحقيقة: القاتل الحقيقي هو ليديكر.
وبعدها يوصد المحقق باب الشقة على لورا ويحذرها من إدخال أي شخص مهما كان. وبعد رحيله يخرج ليديكر من غرفة أخرى ويحاول قتل لورا قائلًا أنه إن لم تكن لورا من نصيبه فلن يحصل عليها أحد. ولكن ضابط الشرطة المرافق لماكفيرسون يتدخل ويطلق عليه النار؛ فقد لاحظ أن ليديكر لم يغادر البناية قط، وبعد إخبار المحقق بذلك عاد أدراجه إلى الشقة وبرفقته شرطيان آخران. وفي النهاية يلفظ ليديكر كلماته الأخيرة قائلًا: «وداعًا لورا. وداعًا يا حبي».

## ترشيحات وجوائز
| السنة | الحدث  | الفئة              | النتيجة |
| ----- | ------ | ------------------ | ------- |
|       | أوسكار | أفضل تصوير سينمائي | فوز     |

## الميزانية والإيرادات
بلغت تكلفة إنتاج الفيلم حوالي 1.02 مليون دولار بينما حقق أرباحا تقدر بـ مليوني دولار (rentals).

## وصلات خارجية
- مقالات تستعمل روابط فنية بلا صلة مع ويكي بيانات